# Царь-молот

Памятник Революции 1905 года в виде стилизованной скульптуры Царь-молота.

Царь-молот — ковочный паровой молот Российской империи, самый крупный в мире на момент создания.
50-тонный молот был запущен в эксплуатацию 17 февраля (1 марта) 1873 года на Пермских пушечных заводах (ныне ПАО «Мотовилихинские заводы»). Предназначался для ковки стальных заготовок крупных орудийных стволов. В проектировании и постройке молота принимали участие горные инженеры братья Воронцовы — Николай и Владимир.

## История

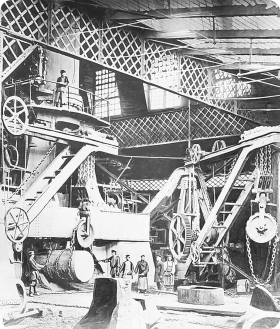
Пермский «Царь-молот»

Сооружение молота началось в 1869 году с гидрогеологических исследований места для его установки. Достижением инженерного искусства того времени был не только сам молот, но и основание под него, являвшееся сложным техническим сооружением. Для работы молота была необходима чугунная наковальня (шабот или стул) весом более 600 тонн, которую решено было изготовить цельнолитой непосредственно на месте установки молота. Под шабот и станину молота кессонным методом (из-за высоких грунтовых вод реки Камы) был вырыт котлован. Особое внимание уделялось гидроизоляции котлована, куда забивались сваи. Основание было выполнено в октябре 1871 года, после чего началось изготовление формы для литья шабота. Был создан целый металлургический цех с четырнадцатью вагранками, которые запустили в работу 26 января (7 февраля) 1872 года. Было выполнено четыре плавки, продолжавшихся беспрерывно 27 часов; в форму залили 620 тонн (по другим данным 630 тонн) чугуна. Из-за своей огромной массы наковальня даже через месяц после изготовления имела температуру 700 °C, а ещё через месяц — всё ещё более 300 °C.
Через четыре месяца в мае 1872 года форму разобрали, и только в октябре этого же года наковальню установили на своё место и начали монтаж молота, который начал работать 17 февраля 1873 года и находился в эксплуатации до конца 1916 года. До настоящего времени только ещё одна отливка в мире, тоже шабот в городе Триест (Италия), имеет бо́льший вес — 1000 тонн, но он был отлит позже пермского.
В 1873 году на Венской международной промышленной выставке в российском павильоне экспонировалась действующая модель (в 1/6 натуральной величины) этого гигантского молота, а братья Воронцовы были удостоены «Медали сотрудничества», которой награждали изобретателей, чей вклад в науку и технику оценивался как мировое достояние.

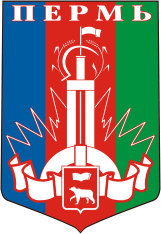
Молот на гербе Перми

Начиная с XX века, молоты постепенно были вытеснены гидравлическими прессами, которые достигали тех же значений силы давления и более высокого качества обработки металла, но были менее дорогие по конструкции.
До наших дней гигантский пермский молот не сохранился, осталось только его основание. В 1920 году в Перми на горе Вышка был открыт памятник в виде стилизованной скульптуры молота. В 1969 году этот паровой молот был избран символом Перми и запечатлён на гербе города.